# Annona (Texas)
Pour les articles homonymes, voir Annona (homonymie).
Annona est une municipalité américaine du comté de Red River, dans l’État du Texas. Au recensement de 2010, Annona comptait 315 habitants.